# Студеникин, Семён Севастьянович
Семён Севастьянович Студеникин (15 февраля 1905, Краснодар — 25 октября 1957) — советский юрист, специалист по административному праву; выпускник юридического факультета МГУ (1930), доктор юридических наук с диссертацией о административно-правовых нормах в СССР (1949), профессор Военно-юридической академии РККА и Высшей школы МВД СССР; полковник юстиции.

## Биография
Семён Студеникин родился 15 февраля 1905 года в городе Екатеринодар Российской империи; уже в советское время, в 1930 году, он стал выпускником юридического факультета МГУ имени М. В. Ломоносова. В следующем году сам начал вести преподавательскую и научную деятельность, специализируясь на советском административном праве: работал в Институте советского строительства при Президиуме ВЦИК, Всесоюзном институте юридических наук, Институте государства и права АН СССР, а также — в Военно-юридической академии РККА и в Высшей школе МВД СССР.
В 1932 году Студеникин опубликовал свою первую печатную работу на тему «Добровольные общества и вовлечение масс в управление государством». Занимался проблемами рационализации работы государственно аппарата СССР: опубликовал брошюры «Советский федерализм и демократический централизм» (1933) и «Проблемы реконструкции госаппарата» (1933); в 1934 году вышла его работа «О рационализации государственного аппарата». Во время Второй мировой войны, в 1940 году, он защитил кандидатскую диссертацию по теме «Основные принципы советского административного права» — стал кандидатом юридических наук.
После войны Семён Студеникин издал серию учебников, предназначенных для юридических школ и ВУЗов, по административному праву СССР. В 1949 году успешно защитил докторскую диссертацию по теме «Советская административно-правовая норма и ее применение» — стал доктором юридических наук. Получил позицию профессора в Военно-юридической академии СССР и в Высшей школы МВД СССР; стал полковником юстиции. 
Скончался 25 октября 1957 года. Похоронен на Введенском кладбище (21 уч.).

## Работы
- «Некоторые вопросы советского административного права» // «Советское государство», 1938, № 1;
- Социалистическая система государственного управления / С. С. Студеникин // V научная конференция, посвященная тридцатилетию советского государства и права: Тезисы докладов. 4 — 10 декабря 1947 г. / Военно-юридическая академия Вооруженных сил СССР. — М.: Издание РИО ВЮА, 1947. — С. 32—34.
- «Советский федерализм и демократический централизм» (1933);
- «Проблемы реконструкции госаппарата» (1933);
- «О рационализации государственного аппарата» (1934);
- Студеникин, Семён Севастьянович. Акты советского государственного управления // Вестник Университета имени О.Е. Кутафина. — 2014. — Вып. 2. — ISSN 2311-5998.